# Hijos de la Tierra
Hijos de la Tierra es un disco editado por el grupo chileno Los Jaivas en 1995, con Juanita Parra, hija del fallecido baterista original del grupo Gabriel Parra, ocupando su posición en la batería. Constituye el regreso del grupo a los primeros lugares de los rankings de popularidad, después de años de silencio, recuperando algo de fusión entre rock progresivo y folclore latinoamericano que había caracterizado a sus producciones anteriores, aunque sin abandonar los instrumentos electrónicos y sintetizadores que caracterizaron a discos como Si tú no estás (1989).

## Historia
Ya en giras inmediatamente posteriores al fallecimiento de Gabriel Parra, su hija Juanita se había integrado a la formación de la banda ejecutando el complejo solo del tema "Corre Que Te Pillo". Es Gato Alquinta quien decide que ella es la mejor candidata para reemplazar a Gabriel, después de mucho tiempo de preparación y aprendizaje en el estudio y de vida en comunidad. Ella y Fernando Flores, joven bajista y multinstrumentista constituyen los dos refuerzos que tiene la formación de Los Jaivas para la grabación de Hijos de la Tierra, que se realiza en Francia a través del tradicional trabajo de improvisación musical, aprovechando líricas escritas con anterioridad.

## Contenido
Hijos de la Tierra constituye, en muchos aspectos, un retorno de Los Jaivas a sus raíces. Aunque aún persisten ciertos juegos sonoros característicos de la música de la década de 1980, que fueron ampliamente utilizados en Si Tú No Estás (como los sintetizadores de "Arde el Amazonas"), la mayoría de los temas exploran sonidos latinoamericanos, fundiéndolos con los instrumentos occidentales que ejecutan los integrantes de la banda. Así, "En el Tren a Paysandú" y "Nubecita Blanca" tienen notorias partes de charango, mientras que "Bosques Virginales" presenta trutrucas. Los sintetizadores, sin embargo, siguen sosteniendo musicalmente al grupo: la coordinación instrumental entre los hermanos Eduardo y Claudio Parra son la base rítmica de los temas "Hijos de la Tierra" y "Tan Lejos del Sol", además de dar lugar a extensos pasajes de improvisación en "Virgen del Amor", "Litoraleña" y "Bosques Virginales".
Las letras de este disco provienen, en su mayoría, de la pluma del tecladista Eduardo Parra, quien cuenta que decidió refugiar sus líricas en la naturaleza y la tierra, como una forma de enfrentar el dolor causado por la muerte de su hermano Gabriel.
Casi todos los temas del disco (excepto las nuevas composiciones "Hijos de la Tierra", "En el Tren a Paysandú" y "Tan Lejos del Sol") fueron rescatados de antiguas composiciones que el grupo no había registrado y que debió completar en un intenso trabajo de taller en esta oportunidad. 

## Datos

### Lista de canciones
Todos los temas: letra de Eduardo Parra, música y arreglos de Los Jaivas, excepto donde se indica:
1. "Hijos de la Tierra" – 4:55
  - Editado como single en 1995, con amplia difusión radial y un videoclip que debió enfrentar cierta censura por parte de algunos medios audiovisuales.
  - Coros: Aurora Alquinta, Queta Ribero
2. "Arde el Amazonas" – 3:54 
  - Letra: Eduardo Parra, Fernando Flores; Música y arreglos: Los Jaivas
3. "Litoraleña" – 7:41
4. "En el Tren a Paysandú" – 4:28
  - Segundo single de promoción radial durante 1995-96; en algunas ediciones posteriores se omite el "En" del título, transformándose en "El Tren a Paysandú". Las palabras ininteligibles del coro no significan nada en particular.
5. "Tan Lejos del Sol" – 6:25
  - Coros: Aurora Alquinta, Marta Contreras, Mariana Montalvo
6. "Lluvia de Estrellas" – 7:22
7. "Virgen del Amor" – 5:08
8. "Bosques Virginales" – 9:45
  - La introducción de este tema, ejecutada con trutrucas, se ha utilizado como música de presentación en los conciertos de Los Jaivas
9. "Nubecita Blanca" – 3:24 
  - Letra: Gato Alquinta; Música y arreglos: Los Jaivas

### Músicos
Los Jaivas
- Gato Alquinta: Voz, Guitarra eléctrica, Guitarra acústica, Quena, Trutruca, Kultrún y Trompe
- Claudio Parra: Piano, Teclados Roland D-70 y Yamaha DX7, Clavinova, palo de agua, matraca y coros
- Eduardo Parra: Teclados Roland D-70, Korg 01/FD y Yamaha DX7, Cascahuilla, voz de alerta y coros
- Juanita Parra: Batería, pandereta, Jam block y coros
- Fernando Flores: Bajo, charango, cítara, trutruca, cacho, kultrún, bongó, güiro, cencerro, triángulo, campanitas tibetanas, Udu, Percusión, Roland SPD-11, Coros

### Personal
- Ingenieros de grabación: Ronald Ankri, Jean Marc Delavallée, Dominique Strabach
- Ingenieros de mezcla: Ronald Ankri, Jean Marc Delavallée, asistidos por Thierry Varoquier, David Grossetée, Jean Ives Legrand
- Carátula, dibujos y logotipo: René Olivares
- Fotografías: Enzo Basso, Cristian Marino, Archivo de Los Jaivas

### Ediciones
- 1995: Edición original en CD y casete bajo el sello Sony Music Columbia

## Presentaciones
El disco fue presentado en vivo el 26 de noviembre de 1995, y continúa ejecutándose a lo largo de todo Chile en la gira Hijos De La Tierra, que comenzó en Puerto Montt el 4 de noviembre y terminó en Rancagua el 19 de noviembre de 1995.

## Compilaciones
Los sencillos promocionales "Hijos de la Tierra" y "En el Tren a Paysandú", además del extenso tema "Litoraleña" fueron recopilados en el disco doble Obras Cumbres, de 2002. "Lluvia de Estrellas" y "Virgen del Amor" aparecen remasterizadas en el recopilatorio Canción de amor, de 2005. 
El tema "Hijos de la Tierra" sigue siendo habitual en los conciertos del grupo. Otras canciones de este disco frecuentemente ejecutadas en concierto son "Nubecita Blanca" y "En el Tren a Paysandú".